# 65纳米制程
65纳米制程是半导体制造制程的一个技術水平。至2007年，英特尔、AMD、IBM、聯華電子、特许半导体和台积电等公司已有能力进行65纳米制程的量產。
当制程进入65纳米之时，用于进行光刻的光的波长是193纳米和248纳米。具有低于光波波长的制造厂要求使用一些特殊技术，比如光学邻近校正和相位移掩膜板技术。此外，12英寸晶圓在此制程開始成为主流。

## 具有65纳米制程的产品
- Intel 奔腾4/奔騰D 2006年1月
- Intel 酷睿2(Conroe、Conroe XE、Merom、Kentsfield)
- AMD Athlon 64系列（始于Lima） 2007年2月
- nVIDIA GeForce 8 （部份系列）、GeForce 9（部份系列）、GeForce 100（部份系列）、GeForce 200（2008年6月，部份系列）